# Dicranomyia (Caenoglochina) apicata
Dicranomyia (Caenoglochina) apicata is een tweevleugelige uit de familie steltmuggen (Limoniidae). De soort komt voor in het Neotropisch gebied.